# Patriots (album)
Patriots è il decimo album di Franco Battiato, pubblicato dall'etichetta EMI Italiana nell'ottobre 1980.

## Descrizione
Patriots è il primo tiepido successo commerciale di Franco Battiato dai tempi dell'album Pollution. In classifica si piazza al trentesimo posto e rimane fra i primi cinquanta per quattro mesi. Inizialmente si sarebbe dovuto intitolare "I telegrafi del martedì grasso". I brani Up Patriots to Arms e Prospettiva Nevski (ispirato all'omonima strada di San Pietroburgo) diverranno col tempo suoi grandi classici.
Il testo della canzone Le aquile è tratto dal volume Statue d'acqua di Fleur Jaeggy. Arabian Song è il primo brano della sua carriera nel quale il cantautore siciliano si cimenta nel canto in lingua araba. Numerose anche le citazioni letterarie che si riferiscono a poeti italiani (fra cui Leopardi, Pascoli e Carducci) nel brano Frammenti.
In Passaggi a livello, tra la seconda e la terza strofa, è presente una citazione in francese tratta dal volume III dell'opera Alla ricerca del tempo perduto di Marcel Proust: "La musique, bien différente en cela de la société d'Albertine, m'aidait à descendre en moi-même, à y découvrir du nouveau: la variété que j'avais en vain cherchée dans la vie, dans le voyage [...]".
All'inizio di Up Patriots to Arms si ascolta un breve parlato in arabo, di fonte incerta, il cui significato è traducibile con: "Ogni giorno guardiamo le cose insignificanti, guardo tutto e tutto il mondo che vive di speranza, e non vivo”. La musica utilizzata in questo passaggio è un frammento dell'ouverture del Tannhäuser di Richard Wagner.
Nel 2010 è uscita un'edizione per commemorare il trentesimo anniversario dell'album, con l'aggiunta del videoclip di Up Patriots to Arms e quattro tracce bonus. La base strumentale di Up Patriots to Arms, qui pubblicata, corrisponde a quella delle versioni in inglese e spagnolo della canzone, uscite originariamente su Echoes of Sufi Dances ed Ecos de Danzas Sufi.
Dieci anni dopo è stata pubblicata un'edizione commemorativa per il quarantennale, che conferma le tracce bonus della 30th Anniversary Edition, a eccezione della base strumentale di Up Patriots to Arms e del suo videoclip. La copertina è stata rivisitata da Francesco Messina che ha tolto il piccolo Battiato in spalla a Battiato e il ritaglio sullo sfondo di Battiato e Giusto Pio seduti, che è stato spostato sul retro dell'album.

### Arabian Song
Nel testo di Arabian Song, una delle frasi più emblematiche è: “La mia parte assente si identificava con l’umidità”. La frase, pur apparendo inizialmente come un enigma o un’affermazione senza apparente senso, si riferisce al concetto di "identificazione", che costituisce una delle basi dell’insegnamento gurdieffiano. Secondo questa concezione, l'essere umano tende a identificarsi con eventi o emozioni di piccola portata, perdendo di vista obiettivi più ampi e profondi. Il brano dunque, con un linguaggio metaforico e simbolico, invita l'ascoltatore a riflettere sul fatto che l’uomo è costantemente in uno stato di "identificazione" con le circostanze, che può portare a una perdita di consapevolezza della propria dimensione interiore e delle sue reali priorità. La frase citata si collega direttamente alle teorie di Georges Ivanovich Gurdjieff e del suo discepolo Ouspensky, che nel libro Frammenti di un insegnamento sconosciuto descrivono l'uomo come intrappolato in un continuo stato di identificazione. Ouspensky scrive che l'uomo si identifica con problemi quotidiani, emozioni, rumori e altre distrazioni, dimenticando le sue aspirazioni più profonde e i suoi scopi superiori. La riflessione di Battiato quindi non è solo una riflessione sul "corpo" e le emozioni, ma anche un invito a una maggiore consapevolezza e distacco dalle influenze esterne che distraggono dalla vera natura dell'essere umano. La tematica dell'identificazione è centrale non solo nel pensiero di Gurdjieff, ma anche nelle esplorazioni esoteriche di Battiato. Attraverso i suoi testi, Battiato spesso affronta la difficoltà di superare l’identificazione con la realtà superficiale e l'invito a percorrere un cammino di consapevolezza che permetta di cogliere una dimensione superiore dell'esistenza. In Arabian Song, l’“umidità” può essere vista come una metafora della condizione di “identificazione”, dove l'essere umano è come immerso in un ambiente che ne confonde la percezione e l’individualità.

### Frammenti
Il brano è noto per il suo contenuto filosofico ed esoterico, in particolare per la riflessione sulla figura della segretaria, una metafora che rimanda agli insegnamenti del filosofo Gurdjieff e al suo sistema spirituale, la Quarta Via.
Nel testo di Frammenti, una delle frasi più significative è: “Che gran comodità le segretarie che parlano più lingue”. Questa frase, a prima vista semplice e priva di un significato evidente, nasconde invece un riferimento profondo agli insegnamenti di Gurdjieff. La segretaria, o dattilografa, è una figura centrale nelle teorie gurdjieffiane, simbolizzando una parte dell’essere umano che ha la funzione di raccogliere e sistematizzare stimoli e informazioni provenienti sia dall'esterno che dal nostro mondo interiore. La figura della segretaria è utilizzata da Gurdjieff come metafora dell'apparato formatore, una struttura che controlla e regola le nostre reazioni automatiche, opinioni e concezioni. Secondo Gurdjieff, l'essere umano è come un ufficio: un sistema complesso che raccoglie e gestisce informazioni. La segretaria rappresenta quella parte dell'individuo che organizza e "digitalizza" le impressioni, ma spesso in modo automatico e limitato, senza una reale consapevolezza o comprensione profonda. Gurdjieff descrive l'ufficio come un'entità che funziona in modo meccanico, con risposte preconfezionate, proprio come il nostro apparato mentale che opera attraverso formule e opinioni automatiche. La segretaria, in questo contesto, diventa la parte della nostra psiche che filtra e organizza questi stimoli, ma spesso in modo ristretto e rigido. La frase "le segretarie che parlano più lingue" richiama l'idea della necessità di un sistema mentale capace di ricevere e codificare in modo più fluido e veloce le sollecitazioni provenienti dall'ambiente esterno e dal mondo interiore. In altre parole, la segretaria deve essere in grado di "parlare più lingue" per gestire la complessità delle informazioni e rispondere in modo più consapevole, superando la rigidità delle opinioni e delle formule automatiche. Questo richiamo alla polivalenza e alla capacità di adattamento della segretaria riflette un aspetto importante del percorso gurdjieffiano: l'idea che l'individuo debba sviluppare una maggiore elasticità mentale e una consapevolezza superiore, in grado di comprendere e rispondere alle sollecitazioni in modo più aperto e consapevole.

## Accoglienza
| Recensione              | Giudizio |
| ----------------------- | -------- |
| AllMusic                |          |
| Dizionario del pop-rock |          |

Un dizionario di album pop e rock assegna a Patriots un voto pari a tre stelle su cinque e dichiara che è "breve, ma intenso".

## Tracce
Testi di Franco Battiato, eccetto dove indicato; musiche e arrangiamenti di Franco Battiato e Giusto Pio.

### Lato A
1. Up Patriots to Arms – 5:01
2. Venezia-Istanbul – 4:37
3. Le aquile – 4:10 (testo: Fleur Jaeggy)

Durata totale: 13:48

### Lato B
1. Prospettiva Nevski – 3:56
2. Arabian Song – 3:40
3. Frammenti – 3:56
4. Passaggi a livello – 3:38

Durata totale: 15:10

### 30th Anniversary Edition
1. Up Patriots to Arms – 5:04
2. Venezia-Istanbul – 4:36
3. Le aquile – 4:10 (testo: Fleur Jaeggy)
4. Prospettiva Nevski – 4:00
5. Arabian Song – 3:40
6. Frammenti – 3:57
7. Passaggi a livello – 3:41
8. Perspectiva Nevski (da Nomadas) – 3:26
9. Up Patriots to Arms (da Echoes of Sufi Dances) – 5:23
10. Up Patriots to Arms (da Ecos de Danzas Sufi) – 4:38
11. Up Patriots to Arms (Instrumental) – 4:37

Durata totale: 47:12

## Formazione
- Franco Battiato – voce, sintetizzatore
- Eugenio Spanò – voce recitante
- Filippo Destrieri – sintetizzatore, tastiera, ARP, organo Hammond
- Antonio Ballista – pianoforte
- Gianfranco D'Adda – percussioni
- Gigi Cappellotto – basso
- Flaviano Cuffari – batteria
- Alberto Radius – chitarra
- Giusto Pio – violino

## Cover
- Nel 1985 Alice ha interpretato una sua versione dei brani Prospettiva Nevski e Le aquile nell'album Gioielli rubati.
- Nel 1994 i Disciplinatha hanno realizzato una cover di Up Patriots to Arms nel loro album Un mondo nuovo.
- Nel 1996 i Bluvertigo hanno realizzato una cover di Prospettiva Nevski nell'album Battiato non Battiato
- Nel 2009 Luca Carboni ha realizzato una cover di Up Patriots to Arms nel suo album Musiche ribelli.
- Nel 2009 i Negrita hanno realizzato una cover di Up Patriots to Arms nel loro album Greatest Hits 1994-2009.
- Nel 2011 i Subsonica aggiungono una cover di Up Patriots to Arms al riediting del loro album Eden. La traccia vanta la collaborazione dello stesso Battiato.